# Joseph Bienaimé Caventou

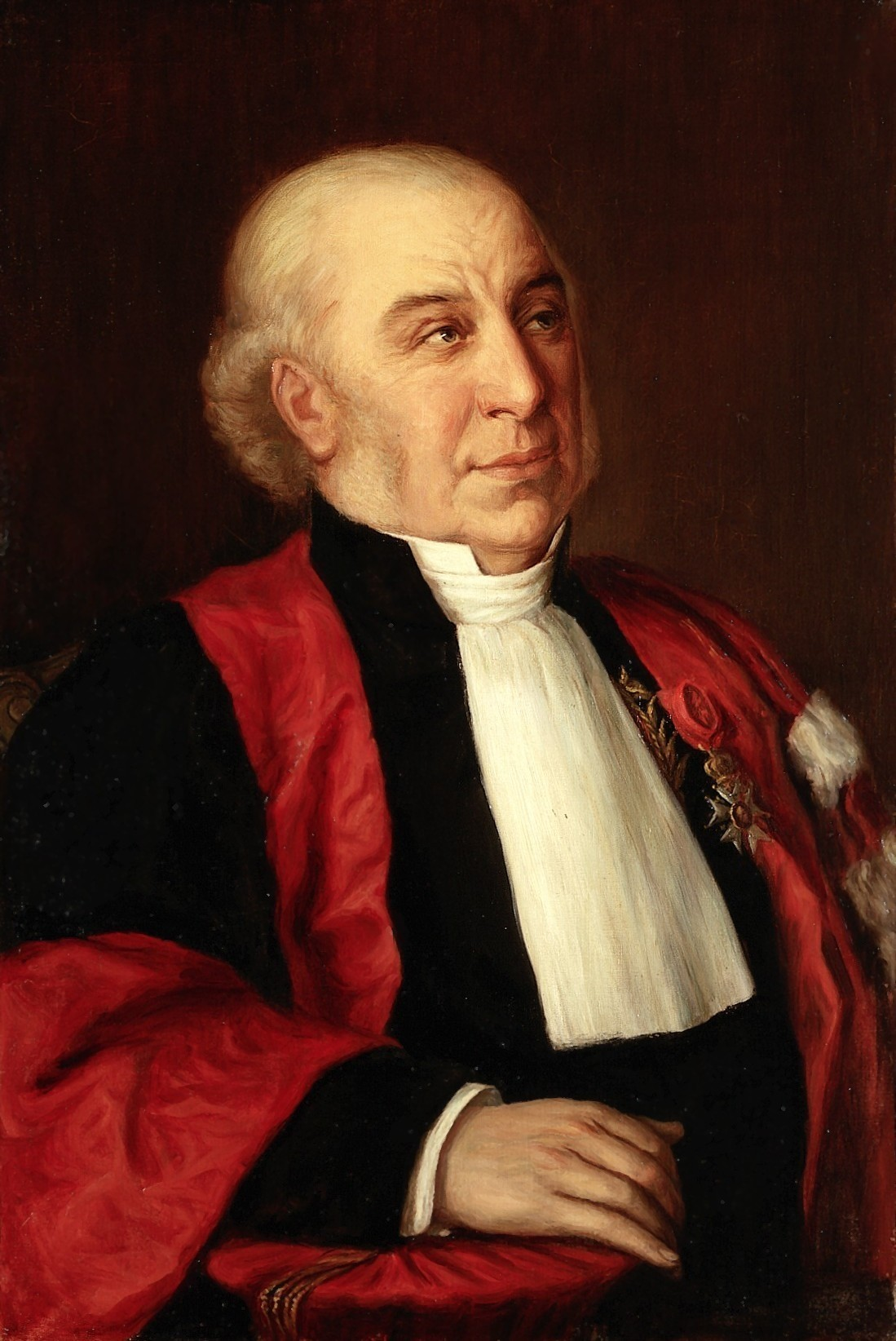
Joseph Bienaimé Caventou

Joseph Bienaimé Caventou (* 30. Juni 1795 in Saint-Omer; † 5. Mai 1877 in Paris) war ein französischer Chemiker, Pharmazeut und Toxikologe. Er war einer der Entdecker des Chinins.
Caventou war der Sohn eines Armeeapothekers und ging in Paris in die Apothekerlehre. Er studierte an der Schule für Pharmazie, diente 1815 als Militärapotheker in Holland und wurde 1816 Pharmazeut am Hôpital Saint-Antoine. Ab 1826 lehrte er an der École Supérieure de Pharmacie, an der er ab 1830 außerordentlicher Professor für Chemie wurde und 1835 Professor für Toxikologie.
Er arbeitete eng mit Pierre Joseph Pelletier zusammen. Gemeinsam isolierten sie unter anderem den Wirkstoff, der die Blätter von Pflanzen grün färbt und bezeichneten ihn als Chlorophyll. Anschließend wandten sie sich der Isolierung der Stoffe zu, die in Giftpflanzen für ihre Wirkung verantwortlich sind. Sie entwickelten Verfahren, diese Wirkstoffe – die sie als Alkalien bezeichneten – zu isolieren. Einer ihrer Erfolge war 1818 die Isolierung des Strychnins aus der Gewöhnlichen Brechnuss und der Ignatius-Brechnuss. Den größten Erfolg erlebten sie mit der Isolierung des Chinins aus Chinarinde. Sie wurden dafür von der Académie des Sciences mit einem mit 10.000 Franc dotierten Preis ausgezeichnet. Caventou errichtete auch eine Chininfabrik in Paris.
Mit Pelletier isolierte er auch Karminsäure aus der Cochenilleschildlaus und Crotonsäure aus Crotonsamen, aus der Herbstzeitlosen Colchicin und aus Sabadillsamen Veratrin. 1821 fanden sie unabhängig von Pierre Jean Robiquet und Friedlieb Ferdinand Runge Coffein. 1873 isolierte Caventou Butadien aus Steinkohleteer. 
Nach ihm ist der Mondkrater Caventou benannt. 

## Schriften
- Nouvelle nomenclature chimique 1816
- Mémoire sur un nouvel alcali végétal (la strychnin) trouvé dans la féve de Saint-Ignace. La noix vomique. In: Journal de pharmacie et des sciences accessoires. Band 5, (Paris) 1819, S. 145–174.
- mit Pelletier: Traité elementaire de pharmacie theorique 1821
- Analyse chimique de quinquina, 1827